# کابال (مورتال کامبت)
کابال (به انگلیسی: Kabal) یکی از شخصیت‌های ساختگی مجموعه بازی‌های مبارزه‌ای مورتال کامبت است، که توسط اد بون و جان توبایاس برای شرکت میدوی گیمز خلق شده‌است. کابال برای نخستین بار در نسخه مورتال کامبت ۳ (۱۹۹۵) به عنوان یکی از اعضای سابق سازمان جنایتکار کینو تحت عنوان بلک دراگون معرفی شد. او تا کنون در بیشتر مسابقات مرگبار حاضر بوده‌است.

## خاستگاه شخصیت
کابال یک قاتل بی‌رحم و سادیسمی بود که از اعضای ارشد سندیکای جنایتکار بلک دراگون در کنار کینو بود و برای این سازمان دست به آدم‌کشی‌های فراوان زده بود، تا اینکه پس از مدتی از عضویت این سازمان جدا شد و برای جبران گذشته خود به پلیس نیویورک ملحق شد و در کنار سروان استراکر مشغول مبارزه با جرم و جنایت بود زمانی که امپراتور شائو کان حمله از دنیای خارج به زمین را از سر گرفت. روح کابال نجات یافته بود، به این معنی که او در حال حاضر یکی از مبارزان منتخب ریدن است که از زمین دفاع می‌کند. به همین خاطر او برای کشتن شائو کان آماده می‌شود با حمله افراد دنیای خارج به شهر نیویورک (زادگاه کابال) او همراه با استرایکر برای دفاع از شهر خود با افراد شائو کان وارد جنگ می‌شود.
در جنگ با یکی از افراد شائو کان به نام کینتارو، کابال به شدت مجروح می‌شود طوری که صورت او به‌طور کامل می‌سوزد و همین‌طور آسیب شدیدی به ریه‌های او می‌رسد بعد از آن او مجبور به تکیه بر نوعی ماسک مصنوعی برای زنده ماندن می‌شود، این ماسک هم برای پوشاندن صورت سوخته‌اش و هم برای نفس کشیدن مجدد استفاده می‌شود. با این حال کابال با رهبری سازمان بلک دراگون موفق به شکست دادن ارتش شائو کان می‌شود و همین امر باعث می‌شود که کابال با هدایت ریدن به جمع مبارزین مورتال کامبت به پیوندد.

## سلاح‌
شمشیر قلاب‌دار: سلاح اختصاصی کابال است و همین‌طور نماد این شخصیت به حساب می‌آید. قلاب این سلاح باعث می‌شود که قربانی از فرار ناتوان بماند و در ضربه‌زنی هم کارایی بالایی دارد.